# Montgó
Der Montgó (seltener auch Mongó) ist ein Berg im Südosten Spaniens, im Norden der Costa Blanca, in der Nähe der Küstenstädte Dénia und Xàbia mit einer Höhe von 753 msnm.
Der Montgó selbst und das ihn umgebende Gebiet ist Naturschutzgebiet („Parc Natural el Montgó“).
Über den Montgó führt der offizielle Wanderweg PR V-152 der Federación Valenciano de Montanismo, an dessen Rand interessante Sehenswürdigkeiten wie die Cova de l’Aigua, Cova del Camell und die Creueta (Gipfelkreuz) liegen.
Er ist eines der Wahrzeichen der Stadt Dénia.
Außerdem trägt er unter den deutschen Touristen den Namen „Schlafender Elefant“. Dies kommt von seiner außergewöhnlichen Form, wie ein Rüssel schlängeln sich seine Ausläufer bis zum Meer.

## Geologie
Der Montgó ist Bestandteil des Gebirgszuges der Betischen Kordillere, innerhalb derer er zur Präbetischen Zone zählt. Da er sich, isoliert von den benachbarten Bergketten, abrupt über seine Umgebung erhebt, bildet er eine von weitem sichtbare und auffallende Landmarke. Diese Situation ist tektonisch bedingt. Unmittelbar nördlich und südlich des Berges verläuft jeweils in ost-westlicher Richtung eine Verwerfung. Dazwischen ist der Montgó als Horst herausgehoben.
Der Berg besteht aus Sedimentgesteinen von der oberen Stufe der Unterkreide, dem Albium, bis zur ersten Stufe des Tertiär, dem Eozän.

### Albium
Die ältesten im Bereich des Naturparks Montgó anstehenden Schichten stammen aus der jüngsten Stufe der Unterkreide, dem Albium. Es sind dies ockerfarbene Mergel mit einzelnen Schichten von Kalkmergeln. Die oberen 100 m davon sind aufgeschlossen. Aus der Umgebung ist bekannt, dass sie eine Mächtigkeit von mehreren hundert Metern erreichen. Sie wurden im Meer in geringer Tiefe abgelagert.

### Oberes Albium / Unteres Cenomanium
| |
| Die Gesteinsabfolge der geologischen Stufen ist am Nordhang des Montgó deutlich zu erkennen: - Hinter den Palmen die Siedlungsgebiete auf Gesteinen des Übergangsbereichs Albium/Cenomanium - Darüber der bis zu 100 % steile Hang: Cenomanium (250 m) - Darüber die zum Teil senkrechten Felswände des Turonium (150 m) - Links im Bild folgen darauf noch Schichten des Senonium |

Darüber folgt ein Übergangsbereich vom Albium zum Cenomanium, der ockerfarbene und rötliche mergelige und sandige Kalksteine enthält. Die Mächtigkeit beträgt um 150 m. Durch ihren höheren Kalkanteil können sie stärkere Hangneigungen als die Mergel bilden. Weite Teile dieses Bereichs der Hänge des Montgó werden von Siedlungsgebieten (Urbanicaziónes) eingenommen.

### Cenomanium
Der Bereich des folgenden Cenomanium, der unteren Stufe der Oberkreide, besteht aus mehr oder weniger mergeligen Kalksteinen von brauner und gräulicher Farbe, die in dicken Paketen geschichtet sind. Sie stammen von einer marinen Karbonatplattform in geringer Tiefe. Ihre Mächtigkeit liegt zwischen 170 und 280 m, im Mittel bei 250 m. Die Hangneigung ist nun noch wesentlich größer, zwischen 50 und 100 %. Die entsprechenden Hänge sind deutlich zu erkennen, sie nehmen die Zone zwischen den Siedlungen und der Unterkante der steilen Felswände ein.

### Turonium
Die sehr steilen, zu großen Teilen senkrechten Felswände bestehen aus kompaktem Kalkstein des Turon mit nur schwach ausgeprägter Schichtung. In frischem Zustand ist er weiß oder cremefarben. Dieser Kalkstein wurde auf einer marinen Karbonatplattform gebildet und ist um 150 m mächtig (stellenweise 120 m). Bedingt durch seine hohe Witterungsbeständigkeit bildet er die Steilstufe des Montgó unterhalb der schmalen, etwa 4 km langen Hochfläche.

### Senonium
Im Osten der Montgohochfläche sind dem Turonium noch Schichten des Senonium (Santonium, Campanium und Maastrichtium) aufgelagert. Es sind dies gelbliche Mergel und Mergelkalksteine sowie deutlich geschichteter weißer, mergeliger Kalkstein mit einzelnen kompakten Bänken. Diese Gesteine stammen aus einem eher pelagischen, das heißt tieferen Meeresbereich. Ihre Mächtigkeit liegt bei ungefähr 200 m.

### Eozän
Tertiärzeitliche Sedimente des Eozän sind nur im Bereich des Gipfels anzutreffen. Sie umfassen grünliche und gelbliche Mergel und Mergelkalksteine, Sedimente eines flachen Meeresbereichs.

## Bilder

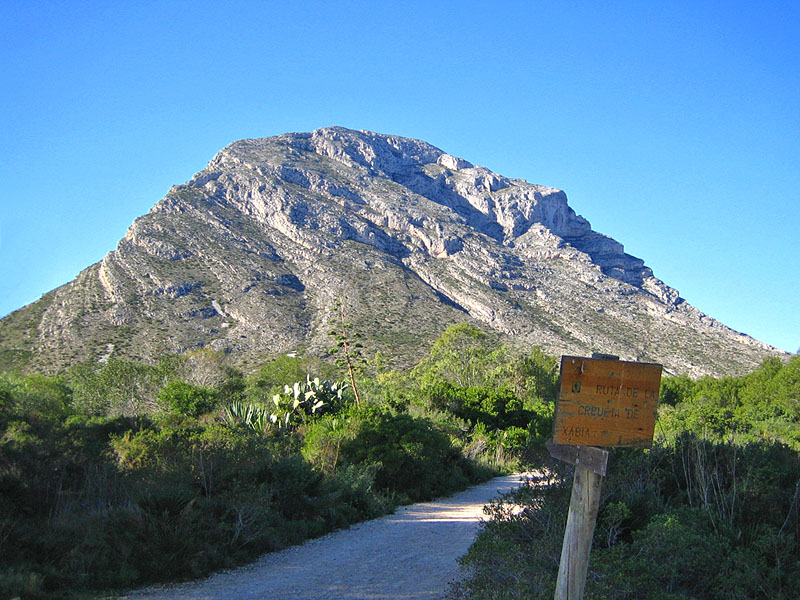
Der Gipfelaufbau des Montgó
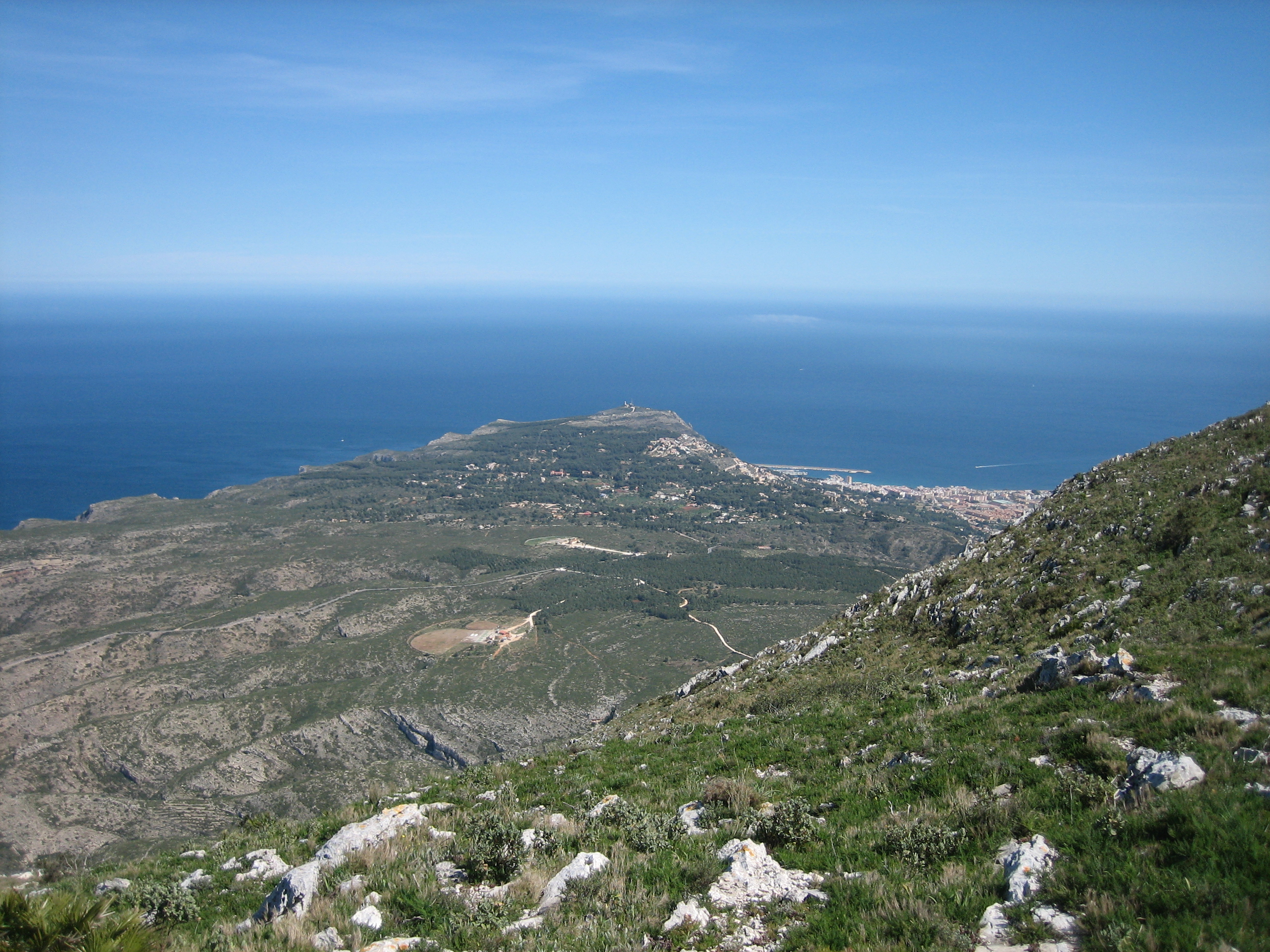
Blick vom Montgó auf das Kap San Antonio